# Ptecticus fumipennis
Ptecticus fumipennis är en tvåvingeart som beskrevs av Rozkosny och Kovac 2003. Ptecticus fumipennis ingår i släktet Ptecticus och familjen vapenflugor.
Artens utbredningsområde är Filippinerna. Inga underarter finns listade i Catalogue of Life.